# 福井貴一
福井 貴一（ふくい きいち、1957年1月15日 - ）は、日本の俳優。大阪府堺市出身。血液型はO型。

## 来歴・人物
大阪音楽大学声楽科卒。劇団四季研究所を経て、劇団『タップチップス』（1988年解散）でダンサーとして活躍。1984年にテレビドラマ『昨日、悲別で』に、『タップチップス』のメンバーとして天宮良らとともに出演。1986年の同作品の舞台化にも出演した。翌1987年に東宝ミュージカル『レ・ミゼラブル』のオーディションに合格。若き革命家アンジョルラスを情熱的に演じ、高い評価を受けた。その後も『香港ラプソディー』『屋根の上のヴァイオリン弾き』『マイ・フェア・レディ』など、ミュージカルの出演が多いが、『リア王』『十二夜』などのストレートプレイにも、精力的に出演している。

## 出演作品

### 舞台
- 昨日、悲別で
- レ・ミゼラブル
- ホフマン物語(オペラ)
- ジェニーの肖像
- ゼアミ
- ファンタスティックス
- マイ・ファット・フレンド
- エリーダ海の夫人
- ある日どこかで
- 香港ラプソディー
- ファニー
- 星空に踊る
- ゴールド家のたそがれ
- シーソー
- 楽園伝説
- ホロー荘の殺人
- キャバレー
- 屋根の上のヴァイオリン弾き
- マイ・フェア・レディ
- 署名人
- 幽霊はここにいる
- 本郷菊富士ホテル
- リトル・ミー
- セツアンの善人
- カルメン
- なよたけ
- ザッツ・ジャパニーズ・ミュージカル
- リア王
- 十二夜
- 天翔ける風に
- ミレット
- メランコリーベイビー
- 母たちの国へ
- ラ・マンチャの男
- おはつ
- マリー・アントワネット
- パッション（2015年 新国立劇場中劇場） - リッチ大佐 役[1]
- 三銃士（2016年 日生劇場） - リシュリュー枢機卿 役
- A NEW MUSICAL クロスハート（2016年11月、EX THEATER ROPPONGI / 12月、Zeppブルーシアター六本木 / 2017年1月森ノ宮ピロティホール） - ジルベール / 陣内正 役[2]
- ハリー・ポッターと呪いの子（2022年6月16日[注釈 1] - 現在、TBS赤坂ACTシアター） - アルバス・ダンブルドア、セブルス・スネイプ、エイモス・ディゴリー 役[3][4]
- 二都物語（2025年5月、明治座） - バーサッド 役[5]
- ル・ゲィ・マリアージュ〜愉快な結婚（2025年9月〈予定〉、六本木トリコロールシアター） - エドモン 役[6]

### テレビドラマ
- 昨日、悲別で
- 宝引きの辰捕物帳
- 人情とどけます

### ラジオドラマ
- ミスキャスト